# Övergrans landskommun
Övergrans landskommun var en tidigare kommun i Uppsala län. 

## Administrativ historik
Kommunen inrättades i Övergrans socken i Håbo härad i Uppland när 1862 års kommunalförordningar trädde i kraft 1863. 
Vid kommunreformen 1952 gick den upp i Håbo landskommun, som 1971 ombildades till Håbo kommun. 

## Politik

### Mandatfördelning i Övergrans landskommun 1938-1946
| 7 | 3 | 1 | 4 |

| 12 | 3 |

| 10 | 5 |

| 12 | 3 |

| 10 | 5 |

| 13 |